# Salus populi suprema lex esto

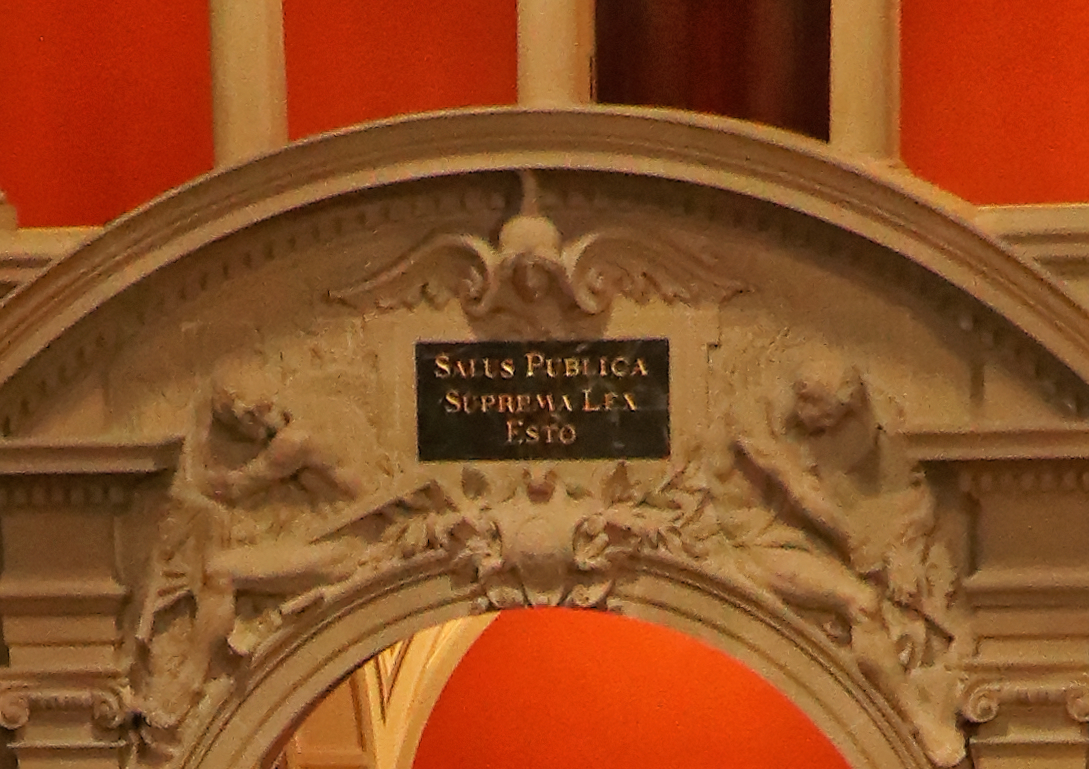
Salus publica suprema lex esto (Palazzo federale)

La locuzione latina Salus populi suprema lex esto, tradotta letteralmente, significa «il bene del  popolo sia la legge suprema» (Cicerone, De legibus, IV). Tale massima, propria dell'antico Diritto romano, stabilisce che l'individuo deve scomparire quando si tratta del bene e dell'incolumità del popolo.
Nella forma Salus rei publicae suprema lex esto è il motto dell'Esercito Italiano, raffigurato anche sul suo stemma.